# Apego al lugar

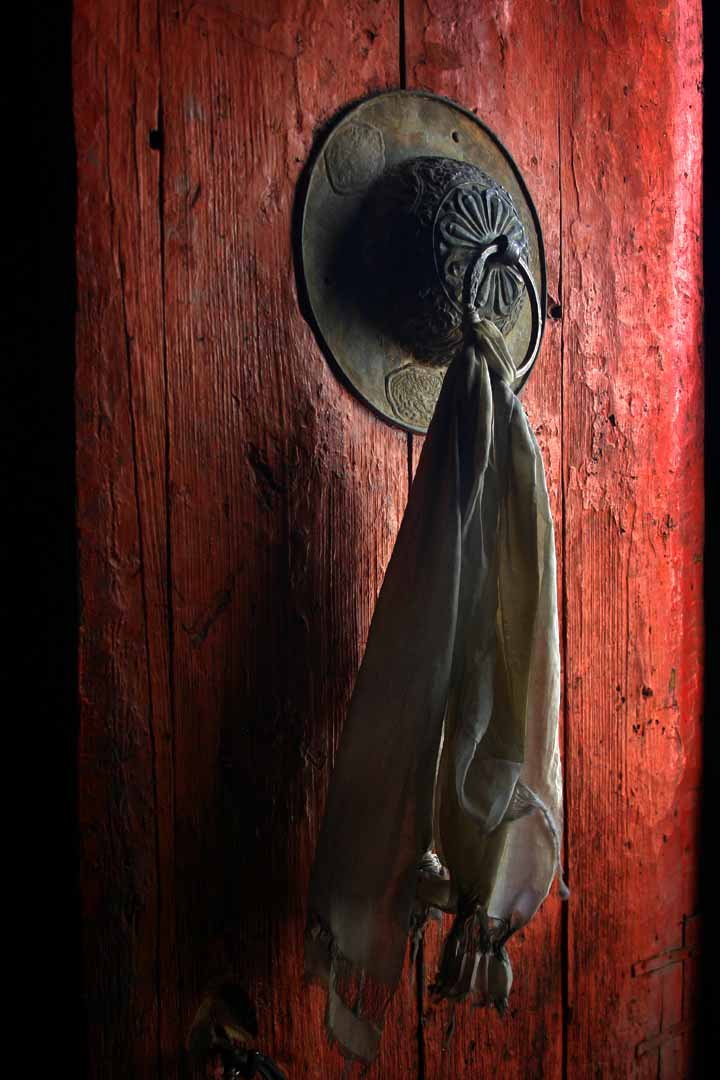
En la cultura budista Himalaya, la seda blanca o bufanda de satén es una señal de bendición. Muchas veces tales bufandas están sujetadas a sitios de interés o importancia particular.

El apego al lugar es el vínculo emocional  entre una persona y un sitio, y es un concepto principal en la psicología ambiental. Es altamente influido por la experiencias personales de cada individuo. Hay una cantidad considerable de investigaciones dedicadas a definir lo que hace a un sitio lo suficientemente "significativo" como para que el apego al lugar pueda ocurrir. Schroeder (1991) ha discutido notablemente  la diferencia entre lo "significativo" y la "preferencia," definiendo significado como "los pensamientos, sentimientos, las memorias y las interpretaciones evocadas por un paisaje" y preferencia como "el grado de gusto o inclinación a un paisaje en comparación con otro."
El apego a lugar es multi-dimensional y no puede ser explicado sencillamente a través de una relación de causa y efecto. En cambio,  depende de una relación recíproca entre comportamiento y experiencias. Debido a las opiniones variadas en la definición y en los componentes de apego a lugar, los modelos organizacionales han sido escasos hasta años recientes. Un marco conceptual apropiado es el del Modelo tripartita, desarrollado por Scannell y Gifford (2010), el cual define las variables de apego a lugar como es en las tres P: Persona, Proceso, y Sitio.
Cuándo se describe apego al lugar, los académicos diferencian entre un “arraigo” y un “sentido de sitio”. El apego al lugar de sentido de sitio surge como el resultado de la cultivación de significados y artefactos asociados con sitios creados. Debido a la constante migración en siglos recientes, los americanos están tienden generalmente a presentar este tipo de apego a lugar, debido a que no se han quedado en un sitio el tiempo suficiente para desarrollar raíces históricas. Arraigo, por otro lado, es un apego al lugar que se manifiesta de manera inconsciente debido a la familiaridad conseguida a través de una residencia continua@–@–quizás de un legado familiar que han conocido este sitio años antes del residente actual.
Poco es sabido sobre los cambios neurológicos que hacen el apego al lugar posible debido al foco exagerado en aspectos sociales por los psicólogos ambientales, las dificultades en medir apego al lugar a través del tiempo, y la influencia pesada de experiencias individualistas y emociones en el grado de apego.

## Modelo tripartita

### Persona
La dimensión de Persona dirige la cuestión de, "¿Quién está apegado?"
Cuándo son examinados individualmente, los lugares ganan significado a menudo a causa de las experiencias personales, hitos de vida, y ocurrencias de crecimiento personal. Con comunidades, los sitios derivan significados religiosos, históricos, u otros significados culturales. Los comportamientos comunitarios contribuyen no solo al apego al lugar experimentado por ciudadanos de aquella comunidad como grupo, pero también a aquellos ciudadanos individualmente. Por ejemplo, deseos de preservar características ecológicas o arquitectónicas de un sitio tienen un impacto directo en la fuerza del apego al lugar sentido por los individuos, notablemente a través del orgullo y autoestima. Las personas experimentan apegos más fuertes a sitios en los cuáles se pueden identificar de los cuales pueden sentirse orgullosos de ser parte.

### Proceso
La dimensión de proceso contesta la cuestión “¿Cómo existe el apego al lugar?” Similar a otros conceptos en psicología social, esta dimensión recae en los efectos colectivos de los aspectos afectivos, cognitivos, y conductuales. Investigaciones recientes han explorado las connotaciones simbólicas que están pensadas como una parte del proceso.

#### Afecto
Tomado de la teoría del apego, los vínculos afectivos están pensados como resultado de las relaciones que proveen a las necesidades funcionales, como seguridad y bienestar. Las emociones más comunes que se han asociado a vínculos personas-lugar son positivas, como la felicidad y el amor. Yi-Fu Tuan, un humano geógrafo digno de mención y pionero en los estudios de apego al lugar, acuñó el término topophilia para describir el amor que las personas sienten para sitios particulares. Las experiencias y emociones negativas son también capaces de dar significado a sitios; aun así, las emociones negativas no son normalmente  asociadas con los vínculos de personas-lugar, ya que el apego al lugar representa el anhelo del individuo por replicar emociones y experiencias positivas.

#### Cognición
La cognición incorpora el conocimiento, memorias, y significados que los individuos o los grupos han asociado con los lugares de apego. Específicamente, estos elementos cognitivos representan lo que hace a sitios concretos importantes para desarrollar los vínculos persona-lugar. Los psicólogos ambientales además han utilizado el término esquema para describir cómo las personas organizan sus creencias y conocimiento en consideración a lugares y eso ha dirigido a algunos investigadores a notar la familiaridad como elemento cognitivo central en apego al lugar. Esta idea de familiaridad ha sido utilizada para explicar por qué las personas se denominan como “personas de ciudad” o por qué  desarrollan preferencias para cierto tipo de casas. Los investigadores han acuñado un número de términos basados en la familiaridad, incluyendo “identidad de poblamiento” y “dependencia al lugar genérico.”

#### Comportamiento
El comportamiento es la manifestación física  del apego al lugar y puede representar los elementos cognitivos y afectivos que un individuo posee en sus vínculos persona-lugar. Las conductas de mantenimiento de proximidad han sido notados como comportamientos comunes entre personas quiénes tienen un apego al lugar, similar a quienes tienen apegos interpersonales. Muchos individuos experimentan los efectos del apego al lugar a través de nostalgia por el hogar y llevará a cabo conductas de mantenimiento de proximidad para satisfacer sus deseos por regresar casa o reinventando sus entornos actuales para emparejar las características de casa. Esta reinvención de los entornos actuales han sido denominados como reconstrucción del lugar y es una conducta notable del apego al lugar. La reconstrucción de un lugar a menudo ocurre cuándo las comunidades están reconstruyendo sus hogares u otras edificaciones después de una guerra o desastres naturales. Así de contraintuitivo como  pueda parecer, viajes e incluso peregrinajes fuera de los lugares de apego pueden realzar un vínculo persona-lugar porque los individuos desarrollan un agradecimiento aumentado a los lugares que han abandonado, contribuyendo a los sentimientos de nostalgia que a menudo acompañan al apego y a las memorias que los lugares evocan.

### Lugar
La dimensión de lugar dirige la cuestión de, “¿a qué se está apegado?” Y puede ser aplicado a cualquier tipo geográfico. Muchos investigadores acentúan que el apego a lugar recae en aspectos físicos y sociales. El apego al lugar no tiene consideración del tamaño y puede ocurrir en lugares pequeños (ej. una habitación o casa) y grande (ej. comunidades y ciudades). Como tal, los académicos han estudiado el apego a lugar en una multitud de sitios. Un hallazgo común en muchos de estos estudios es que el apego a lugar está pensado para aumentar con el tiempo invertido en él. Más allá, los académicos especulan que el apego a lugar se desarrolla a través de las experiencias vividas en un sitio, más allá del valor simbólico que es a menudo asignado a sitios de valor público a los que puede que uno nunca haya visitado.  Las memorias de la niñez están pensadas para ser particularmente conmovedoras y un aspecto de apego al lugar temprano, con los apegos formados a los lugares que ofrecieron privacidad y la oportunidad de comprometer la fantasía ambas intimidad y la oportunidad de comprometer en fantasía, por ejemplo, los dormitorios y paisajes exteriores.
Smith (2017) ha identificado la siguiente tipología de sitios de los que se tienen en cuenta sus atributos físicos y sociales. Sitios seguros: sitios con los cuales las personas tienen los vínculos más fuertes. Estos son sitios con estabilidad y continuidad. Un ejemplo común de un sitio seguro es el hogar. Lugares de socialización: estos son sitios con los que una comunidad se encuentra fuertemente identificada. Pueden servir como espacio de reunión; por ejemplo, plazas. Sitios transformadores: estos son sitios  asociados con memorias autobiográficas que están unidas a lugares importantes. Lugares restaurativos: sitios que inducen reacciones fisiológicas. Estos son a menudo áreas pacíficas y naturales con belleza estética. Áreas exteriores como parques nacionales a menudo entran en esta categoría. Sitios de validez: estos son sitios con importancia cultural y significado compartido. Sitios que desaparecen: estos son sitios que han sido transformados del lugar original al que las personas los han asociados. Esto se puede deber a la destrucción natural o a causa del ser humano; agotamiento de recursos natural o características naturales, su invasión por parte del ser humano, donde las culturas entrantes están transformando el significado de sitios; a la restricción, y donde las actividades particulares están limitadas.

#### Social
Hay un debate entre psicólogos ambientales con respecto a que el apego al lugar ocurre debido a las relaciones sociales que existen dentro del área geográfica de impacto significativo de un individuo más que las características físicas del sitio él. Es decir, las personas se siente apegadas a los lugares por los vínculos sociales a su familia, amigos y pareja, más que por características del lugar Algunos académicos han propuesto que el sentido de sitio está socialmente construido, y que los lazos sociales son predictores del apego al lugar. Hidalgo y Hernández (2001) han estudiado los niveles del apego al lugar basándose en dimensiones diferentes y encontraron que mientras los aspectos sociales eran más fuertes que los físicos, ambos afectaron globalmente el vínculo persona-lugar

#### Físico
Los ambientes naturales y urbanos pueden ser ambos objeto de vínculos persona-lugar. Los recursos que estos entornos proporcionan son los más tangibles que pueden inducir el apego. Estos recursos pueden dirigir el desarrollo de la dependencia a lugar. La dependencia a lugar correlaciona negativamente con la prensa medioambiental, lo cual puede ser definido como las demandas y presiones que un entorno pone en las personas de manera física, interpersonal, o socialmente. En cambio, aspectos intangibles de los entornos también pueden promover el apego. En particular, las características y representaciones simbólicas que un individuo asocia con sus percepciones de sí mismo es esencial en el vínculo persona-lugar.

## Lugares de apego

### Apego al hogar
El hogar ha sido extensamente estudiado como un lugar de apego, con académicos reconociendo los vínculos afectivos que las personas tienen con su lugar de residencia. En un primer estudio de Fried (1966) examinó las reacciones de Bostonianos de oeste con relación a las manifestaciones de dolor en respuesta a la recolocación de sus hogares. Fried postuló que esto apuntaba a la importancia espacial y social del hogar y del sentido de continuidad creado por las relaciones y las rutinas diarias de los individuos. El hogar es un símbolo de vida doméstica. Está pensado para representar seguridad y apego al lugar, el cual Smith ha equiparado con la sensación de "útero", por la seguridad que provee. El hogar es también relevante en las memorias de niñez, ya que es donde los niños pasan la mayoría de su tiempo durante sus años formativos.
Se ha encontrado que la posesión y el control del hogar aumentan la sensación de lugar y el apego al lugar. Académicos han encontrado que el sentido de apego incrementa cuando se es dueño del inmueble, en contraposición de cuando se renta una vivienda. Más allá,  la territorialidad, como la capacidad de ejercer control sobre un espacio, está pensado para ser una característica central del apego al hogar que encarna una sensación de intimidad. De esto, las formas de apego a la casa están pensadas para incluir “la experiencia de estar en casa”, “el arraigo” y “la identidad”.

### Apego a los barrios
Los barrios son áreas de la comunidad que no han sido oficialmente construidos con barreras, las fronteras con los cuales fueron construidos están basadas en amenidades y puntos de interés que se encuentran a unos pasos de distancia. Entre los factores que influencian el apego al barrio están la asimilación en la comunidad social (tiempo de residencia, interés en los sucesos del barrio, y relaciones con otros), compromiso con las instituciones sociales y organizaciones, y la composición del barrio (tamaño, densidad, y clase socioeconómica). Existen estudios que se han centrado en la diversidad en los barrios, los cuales han encontrado que las personas que viven en barrios con una mayor homogeneidad tienden a reportar apego al lugar, un efecto negativo en el apego al lugar se encuentra en el aumento de la diversidad en el barrio.

### Apego a paisajes
El apego al lugar puede manifestarse con paisajes con un significado variante. Para paisajes normales, usualmente el apego es de orden funcional (ej. Ofrece alimento y refugio) de significancia cultural, o de experiencia a lo largo de la vida de una persona (particularmente  en la niñez).
La evidencia de la relación entre apego al lugar y un compromiso con el lugar ha sido mixta. Investigadores han notado que la existencia de una relación entre el apego y el compromiso ambiental, por ejemplo, el incremento en la posibilidad de reciclar o limitar el uso de agua, apoyar a las áreas de recreaciones y el compromiso con las organizaciones de la comunidad. Aun así, otros estudios han fallado en encontrar dichas relaciones. La intención de intervenir por el bienestar del medio ambiente puede depender de sí el apego es primordialmente a causa de los atributos sociales o físicos del ambiente. Scannell y Gifford  han encontrado que las personas con un mayor apego a una locación física tienen a estar más comprometidos con ella.